# 服部站 (岡山縣)
服部站（日语：／ Hattori eki */?）是位於岡山縣總社市北溝手243番6號，西日本旅客鐵道（JR西日本）的吉備線（桃太郎線）車站。車站編號為JR-U08。

## 歷史
- 1908年（明治41年）4月20日 - 中國鐵道（日语：中鉄バス）吉備線足守至總社（現時：東總社）之間開設此站。
- 1944年（昭和19年）6月1日 - 中國鐵道的鐵路部門被國有化，成為國有鐵道吉備線車站。
- 1968年（昭和43年）10月1日 - 成為無人車站。
- 1987年（昭和62年）4月1日 - 伴隨國鐵分割民營化，車站由西日本旅客鐵道（JR西日本）營運。
- 2007年（平成19年）
  - 7月18日 - 設置可支援ICOCA的簡易型自動閘機。
  - 9月1日 - 此站可使用IC卡「ICOCA」。

## 車站構造
車站是一座地面車站，設有1面1線的單式月台，前往總社方向的列車會開啟右邊車門。月台位於路軌北邊。月台鄰接車站大樓。在閘內設有男女分開的濕廁。
此站是由倉敷站管理的無人車站。車站內設有ICOCA專用讀卡機，此站可使用ICOCA與其可互相使用的IC卡。此站設有自動售票機。

## 使用狀況
以下為近年1日平均乘車人次列表：
| 乘車人次變化 | 乘車人次變化    |
| 年度         | 1日平均乘車人次 |
| ------------ | --------------- |
| 1999         | 611             |
| 2000         | 615             |
| 2001         | 608             |
| 2002         | 624             |
| 2003         | 647             |
| 2004         | 642             |
| 2005         | 654             |
| 2006         | 630             |
| 2007         | 663             |
| 2008         | 705             |
| 2009         | 706             |
| 2010         | 736             |
| 2011         | 759             |
| 2012         | 770             |
| 2013         | 796             |
| 2014         | 780             |
| 2015         | 788             |
| 2016         | 809             |
| 2017         | 799             |
| 2018         | 820             |

## 車站周邊

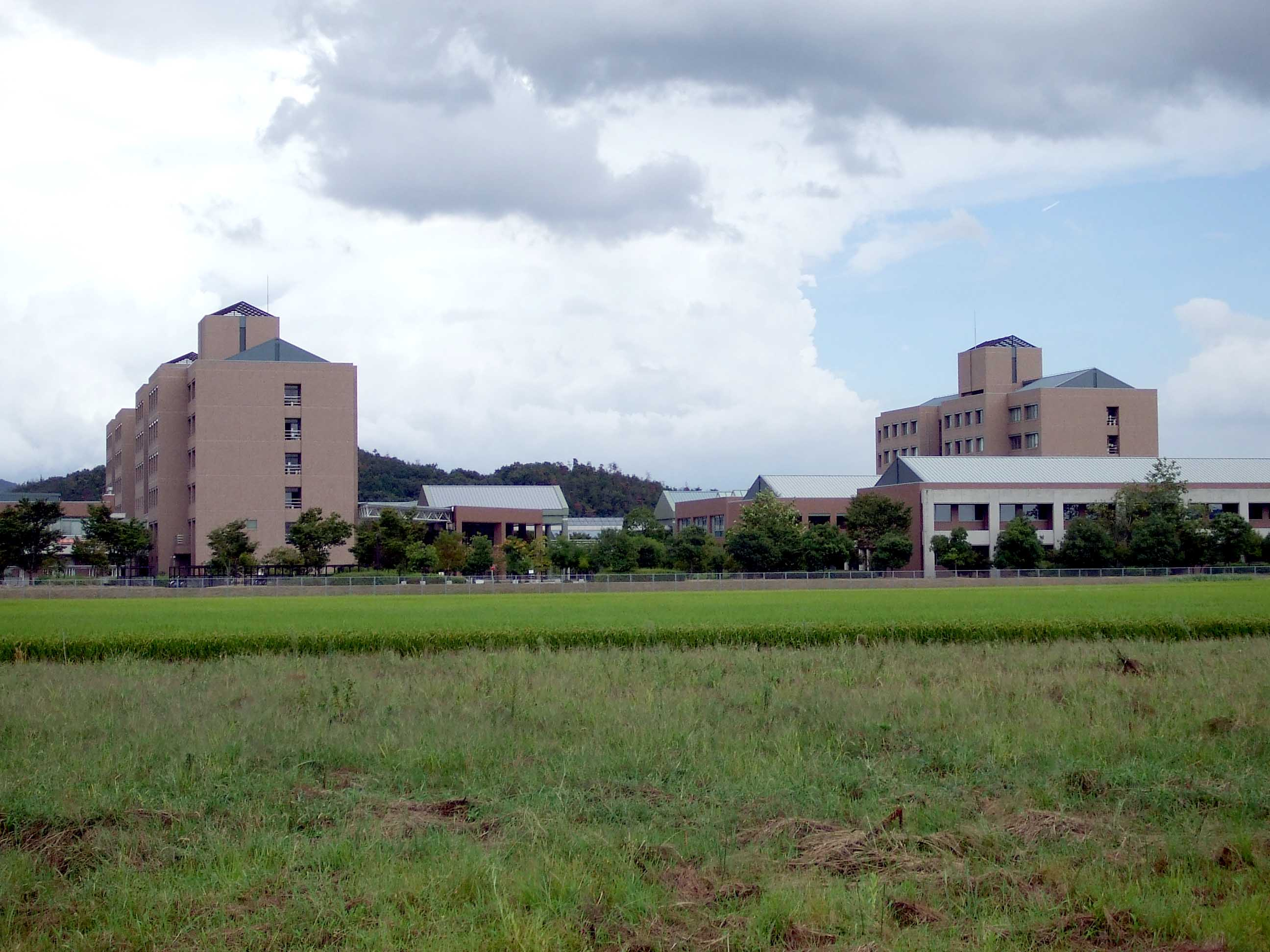
岡山縣立大學

車站周邊都是農田和住宅。此站位於岡山縣立大學東邊位置，同時最接近此車站。在車站北邊設有岡山自動車道高架橋，從車站可望見該高架橋。站前設有簡單的單車停泊處。
- 岡山縣道192號服部停車場線（日语：岡山県道192号服部停車場線）
- 國道180號（日语：国道180号）
- 國道429號（日语：国道429号）
- 岡山縣立大學

## 相鄰車站
西日本旅客鐵道（JR西日本）
 桃太郎線（吉備線）
足守（JR-U07）－服部（JR-U08）－東總社（JR-U09）

## 注腳
1. ↑  岡山縣統計年報

## 外部連結
- 服部｜車站資訊：JR出門網 - 西日本旅客鐵道（日語）
- 國土地理院地圖參閲服務 （页面存档备份，存于） - 服部站周邊的1/25000地形圖（圖名：總社東部）（日語）